# Rokitno-Stacja
Rokitno-Stacja (niem. Rokitten Bf) – osada w Polsce położona w województwie lubuskim, w powiecie międzyrzeckim, w gminie Przytoczna.
W latach 1975–1998 miejscowość administracyjnie należała do województwa gorzowskiego.
W osadzie znajduje się przystanek kolejowy Rokitno na linii kolejowej Rokietnica – Skwierzyna.